# Albert Zetterberg
Albert Simon Zetterberg, född 28 november 1883 i Söderfors socken, Uppsala län, död 23 mars 1955 i Stockholm, var en svensk dekorationsmålare, målare och tecknare.
Han var son till kakelugnsmakaren Carl Zetterberg och från 1881 gift med porslinsmålaren Ruth Lydia Lagerström samt far till  arkitekten Olle Zetterberg och Nisse Zetterberg. Efter studier vid Tekniska aftonskolan i Gävle 1898–1902 och Tekniska skolan i Stockholm 1904–1905 arbetade Zetterberg som dekorationsmålare i Stockholm. Han var anställd som medhjälpare till arkitekten Fredrik Lilljekvist vid uppförandet av Kungliga Dramatiska Teatern i Stockholm 1901–1907  och som ledare för dekorationsmålargruppen vid restaureringen av Strängnäs domkyrka 1907–1910. Han ansvarade för den dekorativa utsmyckningen av Svenska beskickningens hus i Helsingfors 1923–1926. Vid sidan av sitt dekorationsmåleri var han verksam som stafflikonstnär och utförde målningar med figurmotiv, porträtt, stilleben och landskapsmålningar. Tillsammans med sin son ställde han bland annat ut i Norrköping. Zetterberg är representerad med kyrkoherdeporträtt vid Katarina församlings kyrksal i Stockholm och med en landskapsmålning i olja vid Stockholms stadsmuseum samt  Nationalmuseum. Han är begravd på Norra begravningsplatsen utanför Stockholm.